# ذالشريعة (ردفان)

تعديل مصدري - تعديل

ذالشريعة هي إحدى قرى عزلة الحبيلين بمديرية ردفان التابعة لمحافظة لحج، بلغ تعداد سكانها 187 نسمة حسب تعداد اليمن لعام 2004.